# Лазарь Богша
Лазарь Богша (XII век) — золотых дел мастер, изготовивший в 1161 году по заказу Евфросинии Полоцкой драгоценный напрестольный крест для Спасо-Преображенского собора Спасского монастыря — крест Евфросинии Полоцкой.
Имя мастера и его прозвище известны из надписи, оставленной им на обратной стороне креста:
Г[оспод]и, помози рабоу своему Лазорю, нареченомоу Богъши, съделавшемоу крьстъ сии црькви стаго Спаса и Офросиньи
Указание точной даты создания изделия, а также имени автора крайне редки для искусства этой эпохи. Ряд анонимных работ того же периода по технике изготовления также относят к произведениям Лазаря Богши (например, медальон барм — нагрудного княжеского украшения из Киевского клада 1824 года, описанный Н. П. Кондаковым), которые являются лучшими образцами эмальерного искусства Древней Руси. Известны и работы более позднего периода, созданные в традициях работ Лазаря, — их относят к произведениям его учеников.
По происхождению Лазарь был выходцем из Юго-Западной Руси или из западных славян. Лазарь — имя, полученное им в крещении, а Богша — сокращение от языческого имени Богуслав, распространённого у западных славян в XII веке. Точных сведений о том, где он познакомился с искусством перегородчатой эмали, нет: называют как Византию, так и Грузию (которая первой из стран переняла из Византии это искусство). К моменту создания креста по заказу княгини Евфросинии мастер был не молод — надписи на кресте близки к датированным надписям 1130-х годов. Предполагается, что Лазарь усвоил манеру письма в юности и следовал ей всю жизнь.